# Цеттинген
Цеттинген (нем. Zettingen) — община в Германии, в земле Рейнланд-Пфальц.
Входит в состав района Кохем-Целль. Подчиняется управлению Кайзерзеш.  Население составляет 254 человека (на 31 декабря 2010 года). Плотность населения составляет 68,6/км². Занимает площадь 3,70 км².